# Middleton (Wisconsin)
Middleton é uma cidade localizada no estado norte-americano de Wisconsin, no Condado de Dane.

## Demografia
Segundo o censo norte-americano de 2000, a sua população era de 15.770 habitantes.
Em 2006, foi estimada uma população de 16.595, um aumento de 825 (5.2%).

## Geografia
De acordo com o United States Census Bureau tem uma área de
20,9 km², dos quais 20,9 km² cobertos por terra e 0,0 km² cobertos por água. Middleton localiza-se a aproximadamente 286 m acima do nível do mar.

## Localidades na vizinhança
O diagrama seguinte representa as localidades num raio de 12 km ao redor de Middleton.